# Dick Stockton
Pour les articles homonymes, voir Stockton.
Dick Stockton, né le 18 février 1951 à Charlottesville, est un ancien joueur de tennis professionnel américain.

## Parcours dans les tournois duGrand Chelem

### En simple
| Année | Open d'Australie | Open d'Australie | Internationaux de France | Internationaux de France | Wimbledon       | Wimbledon     | US Open         | US Open       | Open d'Australie | Open d'Australie |
| ----- | ---------------- | ---------------- | ------------------------ | ------------------------ | --------------- | ------------- | --------------- | ------------- | ---------------- | ---------------- |
| 1967  | —                | —                | —                        | —                        | —               | —             | 1er tour (1/64) | O. Davidson   | n.o.             | n.o.             |
| 1968  | —                | —                | —                        | —                        | —               | —             | 2e tour (1/32)  | M. Lara       | n.o.             | n.o.             |
| 1969  | —                | —                | —                        | —                        | —               | —             | 1er tour (1/64) | A. Ashe       | n.o.             | n.o.             |
| 1970  | —                | —                | —                        | —                        | —               | —             | 2e tour (1/32)  | M. Santana    | n.o.             | n.o.             |
| 1971  | —                | —                | —                        | —                        | —               | —             | 2e tour (1/32)  | R. Carmichael | n.o.             | n.o.             |
| 1972  | —                | —                | —                        | —                        | 3e tour (1/16)  | P. Barthes    | 1/8 de finale   | T. Gorman     | n.o.             | n.o.             |
| 1973  | —                | —                | 3e tour (1/16)           | B. Borg                  | —               | —             | 1er tour (1/64) | J. Hřebec     | n.o.             | n.o.             |
| 1974  | —                | —                | —                        | —                        | 1/2 finale      | J. Connors    | 3e tour (1/16)  | I. El Shafei  | n.o.             | n.o.             |
| 1975  | —                | —                | —                        | —                        | —               | —             | 3e tour (1/16)  | G. Vilas      | n.o.             | n.o.             |
| 1976  | —                | —                | —                        | —                        | 2e tour (1/32)  | A. Metreveli  | 1/4 de finale   | I. Năstase    | n.o.             | n.o.             |
| 1977  | 1/8 de finale    | R. Case          | —                        | —                        | 1/8 de finale   | V. Gerulaitis | 1/4 de finale   | H. Solomon    | —                | —                |
| 1978  | n.o.             | n.o.             | 1/2 finale               | G. Vilas                 | 1er tour (1/64) | J. Marks      | 3e tour (1/16)  | B. Gottfried  | —                | —                |
| 1979  | n.o.             | n.o.             | 1er tour (1/64)          | J. L. Clerc              | 1er tour (1/64) | J. Alexander  | 1/8 de finale   | B. Borg       | —                | —                |
| 1980  | n.o.             | n.o.             | —                        | —                        | 2e tour (1/32)  | I. Năstase    | 1er tour (1/64) | T. Moor       | —                | —                |
| 1981  | n.o.             | n.o.             | —                        | —                        | 1er tour (1/64) | J. Connors    | 3e tour (1/16)  | G. Mayer      | —                | —                |
| 1982  | n.o.             | n.o.             | —                        | —                        | 2e tour (1/32)  | J. Fitzgerald | 1er tour (1/64) | J. Kriek      | —                | —                |
| 1983  | n.o.             | n.o.             | —                        | —                        | —               | —             | 1er tour (1/64) | H. Günthardt  | —                | —                |
| 1984  | n.o.             | n.o.             | —                        | —                        | 1er tour (1/64) | I. Lendl      | 1er tour (1/64) | J. Brown      | —                | —                |

N.B. : à droite du résultat se trouve le nom de l'ultime adversaire.

### En double
| Année | Open d'Australie        | Open d'Australie   | Internationaux de France    | Internationaux de France | Wimbledon                 | Wimbledon                   | US Open                       | US Open                     | Open d'Australie | Open d'Australie |
| ----- | ----------------------- | ------------------ | --------------------------- | ------------------------ | ------------------------- | --------------------------- | ----------------------------- | --------------------------- | ---------------- | ---------------- |
| 1968  | —                       | —                  | —                           | —                        | —                         | —                           | 1er tour (1/32) E. van Dillen | P. Segura B. MacKay         | n.o.             | n.o.             |
| 1969  | —                       | —                  | —                           | —                        | —                         | —                           | 1/8 de finale R. McKinley     | J. McManus J. Osborne       | n.o.             | n.o.             |
| 1970  | —                       | —                  | —                           | —                        | —                         | —                           | 2e tour (1/16) R. McKinley    | B. Hewitt F. McMillan       | n.o.             | n.o.             |
| 1971  | —                       | —                  | —                           | —                        | —                         | —                           | 2e tour (1/16) R. McKinley    | R. Maud A. Stone            | n.o.             | n.o.             |
| 1972  | —                       | —                  | —                           | —                        | 1/4 de finale C. Graebner | P. Cornejo J. Fillol        | 1/4 de finale R. McKinley     | I. Năstase I. Țiriac        | n.o.             | n.o.             |
| 1973  | —                       | —                  | 1/4 de finale B. Gottfried  | J. Connors I. Năstase    | —                         | —                           | 1/8 de finale B. Gottfried    | R. Carmichael F. McMillan   | n.o.             | n.o.             |
| 1974  | —                       | —                  | —                           | —                        | 1er tour (1/32) P. Gerken | T. Kakulia A. Metreveli     | —                             | —                           | n.o.             | n.o.             |
| 1975  | —                       | —                  | —                           | —                        | —                         | —                           | 1/2 finale E. van Dillen      | J. Connors I. Năstase       | n.o.             | n.o.             |
| 1976  | —                       | —                  | —                           | —                        | 1er tour (1/32) R. Tanner | R. Chavez E. Montano        | 1/8 de finale R. Tanner       | B. Hewitt F. McMillan       | n.o.             | n.o.             |
| 1977  | 1/8 de finale T. Gorman | K. Warwick S. Ball | —                           | —                        | 1/4 de finale W. Fibak    | R. Carmichael B. Teacher    | 2e tour (1/16) W. Fibak       | R. Carmichael B. Teacher    | —                | —                |
| 1978  | n.o.                    | n.o.               | 1/4 de finale E. van Dillen | M. Orantes J. Higueras   | 1/8 de finale M. Riessen  | V. Gerulaitis S. Mayer      | 1/4 de finale B. Gottfried    | S. Smith R. Lutz            | —                | —                |
| 1979  | n.o.                    | n.o.               | 1/2 finale A. Ashe          | R. Case P. Dent          | —                         | —                           | 1er tour (1/32) P. Dupré      | C. Fancutt A. Kohlberg      | —                | —                |
| 1980  | n.o.                    | n.o.               | —                           | —                        | 1er tour (1/32) C. Dibley | Ti. Gullikson To. Gullikson | 2e tour (1/16) B. Scanlon     | Ti. Gullikson To. Gullikson | —                | —                |
| 1981  | n.o.                    | n.o.               | —                           | —                        | 1/2 finale T. Okker       | P. Fleming J. McEnroe       | 1/8 de finale T. Okker        | V. Amaya H. Pfister         | —                | —                |
| 1982  | n.o.                    | n.o.               | —                           | —                        | 1/4 de finale J. Lloyd    | K. Curren S. Denton         | 1er tour (1/32) J. Lloyd      | J. Granát E. Iskersky       | —                | —                |
| 1983  | n.o.                    | n.o.               | —                           | —                        | —                         | —                           | 1/8 de finale J. Lloyd        | M. Dickson S. Stewart       | —                | —                |
| 1984  | n.o.                    | n.o.               | 2e tour (1/16) J. Lloyd     | B. Gottfried S. Edberg   | 2e tour (1/16) J. Lloyd   | S. Mayer F. Taygan          | 1/4 de finale J. Lloyd        | P. Fleming J. McEnroe       | —                | —                |
| 1985  | n.o.                    | n.o.               | —                           | —                        | —                         | —                           | 1er tour (1/32) J. Lloyd      | T. Giammalva B. Manson      | —                | —                |
| 1986  | n.o.                    | n.o.               | 1er tour (1/32) R. Ramírez  | D. Cahill M. Kratzmann   | —                         | —                           | —                             | —                           | n.o.             | n.o.             |

N.B. : le nom du ou de la partenaire se trouve sous le résultat ; le nom des ultimes adversaires se trouve à droite.

### En double mixte
| Année | Open d'Australie | Open d'Australie | Internationaux de France | Internationaux de France  | Wimbledon                      | Wimbledon                       | US Open                           | US Open                         | Open d'Australie | Open d'Australie |
| ----- | ---------------- | ---------------- | ------------------------ | ------------------------- | ------------------------------ | ------------------------------- | --------------------------------- | ------------------------------- | ---------------- | ---------------- |
| 1969  | n.o.             | n.o.             | —                        | —                         | —                              | —                               | 1er tour (1/32) Donna Stockton    | Karen Krantzcke Ray Ruffels     | n.o.             | n.o.             |
| 1974  | n.o.             | n.o.             | —                        | —                         | —                              | —                               | 1/8 de finale Donna Stockton      | Billie Jean King Owen Davidson  | n.o.             | n.o.             |
| 1975  | n.o.             | n.o.             | —                        | —                         | —                              | —                               | Victoire Rosie Casals             | Billie Jean King Fred Stolle    | n.o.             | n.o.             |
| 1976  | n.o.             | n.o.             | —                        | —                         | Finale Rosie Casals            | Françoise Dürr Tony Roche       | 1/2 finale Rosie Casals           | Billie Jean King Phil Dent      | n.o.             | n.o.             |
| 1980  | n.o.             | n.o.             | —                        | —                         | 1/8 de finale Billie Jean King | Dianne Balestrat Mark Edmondson | —                                 | —                               | n.o.             | n.o.             |
| 1981  | n.o.             | n.o.             | —                        | —                         | —                              | —                               | 1/2 finale Bettina Bunge          | Anne Smith Kevin Curren         | n.o.             | n.o.             |
| 1982  | n.o.             | n.o.             | —                        | —                         | 1/8 de finale Bettina Bunge    | Anne Smith Kevin Curren         | 1/8 de finale Bettina Bunge       | Candy Reynolds Sherwood Stewart | n.o.             | n.o.             |
| 1983  | n.o.             | n.o.             | —                        | —                         | —                              | —                               | 1/8 de finale Sharon Walsh-Pete   | Kimberly Jones-Shaefer Syd Ball | n.o.             | n.o.             |
| 1984  | n.o.             | n.o.             | Victoire Anne Smith      | Anne Minter Laurie Warder | 3e tour (1/8) Anne Smith       | Sharon Walsh T. Giammalva       | 3e tour (1/8) Bettina Bunge       | M. Maleeva Tom Gullikson        | n.o.             | n.o.             |
| 1986  | n.o.             | n.o.             | —                        | —                         | —                              | —                               | 1er tour (1/32) Gretchen Rush     | Jenny Byrne Darren Cahill       | n.o.             | n.o.             |
| 1987  | n.o.             | n.o.             | —                        | —                         | —                              | —                               | 1er tour (1/32) Bettina Bunge     | Zina Garrison Sherwood Stewart  | n.o.             | n.o.             |
| 1989  | n.o.             | n.o.             | —                        | —                         | —                              | —                               | 1er tour (1/32) Jennifer Santrock | Jana Novotná Jim Pugh           | n.o.             | n.o.             |

N.B. : le nom de la partenaire se trouve sous le résultat ; le nom des ultimes adversaires se trouve à droite.